# 루이스 부뉴엘
루이스 부뉴엘(스페인어: Luis Buñuel, 1900년 2월 22일 ~ 1983년 7월 29일)은 스페인의 영화 감독, 영화 각본가이다.
스페인 아라곤 지방에서 태어났으며, 마드리드 대학을 졸업한 후 프랑스로 가서 무성 영화 말기의 전위 영화 전성기에 장 에프리탱의 조감독을 지냈다. 1929년, 친구인 초현실주의 화가 살바도르 달리와 함께 단편 영화 《안달루시아의 개》를 만들며 영화 감독으로 데뷔했다. 이 영화는 초현실주의의 걸작으로 꼽힌다. 1930년에는 반동 정치와 종교를 규탄한 영화 《황금 시대》를, 1932년에는 기록 영화 《빵없는 세상》을 만들었다. 제2차 세계 대전 이후 오랫동안 침묵을 지키다 1950년 《잊혀진 사람들》을 만들었다. 1961년 《비리디아나》로 프랑스 칸 영화제 대상을 받았다.

## 작품 세계
루이스 부뉴엘의 작품들은 영화 속에 꿈과 기억의 논리를 반영한 특징이 있다. 그의 영화에서 지배 이데올로기는 여지없이 풍자되며, 관객이 영화와 맺어왔던 관습 혹은 약속은 지켜지지 않는다. 루이스 부뉴엘은 반부르주의자이며, 초현실주의자였다. 이 두가지 요소는 그의 영화에서 내용과 형식으로 일관되게 흐른다. 그의 전반적인 작품의 주제는 종교, 죽음, 성 그리고 계급과 권력에의 욕망이었다.

## 영화기법

### 초현실주의적 기법
- 블랙 유머: 인간의 정신이 잔혹하고 부조리한 현실에 순종하기를 거부하는 차원높은 반항의 한 형태
- 콜라주: 여러 요소들을 부적합한 면에 붙여 놓고 그것들 사이에서 발생하는 어긋남과 임의성에 의해 초현실적 이미지를 확대시키는 방법

## 대표작
- 안달루시아의 개(1929)
- 황금 시대(1930)
- 잊혀진 사람들(1950)
- 비리디아나(1961)
- 어느 하녀의 일기(1964)
- 세브린느(1967)
- 부르주아의 은밀한 매력(1972)
- 욕망의 모호한 대상(1977)

## 같이 보기
- 디에고 부뉴엘(Diego Buñuel)

## 참고 문헌
- 루이스 부뉴엘(Luis Bunuel)의 후기 작품에 나타난 초현실주의적 영상표현에 관한 연구(許貴練,2005)